# Julija Sotnikowa
Julija Władimirowna Sotnikowa, ros. Юлия Владимировна Сотникова (ur. 18 listopada 1970 w Wołgogradzie) – rosyjska lekkoatletka specjalizująca się w długich biegach sprinterskich, brązowa medalistka olimpijska z Sydney (2000) w biegu sztafetowym 4 × 400 metrów.

## Sukcesy sportowe
- mistrzyni Rosji w biegu na 400 m – 1995[1]
- halowa mistrzyni Rosji w biegu na 200 m – 1994[2]

| Rok  | Miasto   | Zawody                      | Konkurencja        | Wynik         |
| ---- | -------- | --------------------------- | ------------------ | ------------- |
| 1995 | Göteborg | mistrzostwa świata          | sztafeta 4 × 400 m | srebrny medal |
| 1995 | Fukuoka  | uniwersjada                 | sztafeta 4 × 400 m | złoty medal   |
| 2000 | Sydney   | letnie igrzyska olimpijskie | sztafeta 4 × 400 m | brązowy medal |
| 2000 | Gandawa  | halowe mistrzostwa Europy   | sztafeta 4 × 400 m | złoty medal   |
| 2001 | Lizbona  | halowe mistrzostwa świata   | sztafeta 4 × 400 m | złoty medal   |

## Rekordy życiowe
- bieg na 60 m – 7,48 – Samara 30/01/2000
- bieg na 100 m – 11,53 – Tuła 02/06/2000
- bieg na 200 m – 23,03 – Briańsk 05/07/1992
- bieg na 200 m (hala) – 23,44 – Lipieck 27/01/1994
- bieg na 300 m (hala) – 37,72 – Moskwa 01/02/2004
- bieg na 400 m – 50,73 – Tuła 24/07/2000
- bieg na 400 m (hala) – 52,13 – Moskwa 17/02/2001
- bieg na 500 m (hala) – 1:12,40 – Jekaterynburg 07/01/2005